# Hector Kyprianou
Hector Matthew Kyprianou (in greco Έκτορ Ματθαίος Κυπριανού?; Londra, 27 maggio 2001) è un calciatore cipriota con cittadinanza britannica, centrocampista del Watford e della nazionale cipriota.

## Carriera

### Club
Kyprianou è cresciuto nei settori giovanili di Omonia Youth, Tottenham e Leyton Orient. Nella stagione 2018-2019 ha giocato in prestito con Harlow Town, Bishop's Stortford e Hampton & Richmond in Isthmian League e National League South.
Il 6 novembre 2019 ha giocato il suo primo incontro professionistico con il Leyton Orient, scendendo in campo nell'incontro di EFL Trophy vinto ai rigori contro il Brighton Under-21. Un mese più tardi ha debuttato anche in Football League Two contro l'Oldham Athletic. Ha segnato il suo primo gol il 7 novembre 2020 in FA Cup contro il Newport County.
Il 22 giugno 2022 è stato acquistato a titolo definitivo dal Peterborough Utd, con cui ha firmato un triennale.

### Nazionale
Ha giocato nelle nazionali giovanili cipriote Under-19 ed Under-21.
Ha debuttato con la nazionale maggiore il 12 ottobre 2023 nell'incontro di qualificazione per gli Europei 2024 perso 4-0 contro la Norvegia.

## Statistiche
Statistiche aggiornate al 20 febbraio 2024.

### Presenze e reti nei club
| Stagione            | Squadra            | Campionato      | Campionato | Campionato | Coppe nazionali | Coppe nazionali | Coppe nazionali | Coppe continentali | Coppe continentali | Coppe continentali | Altre coppe | Altre coppe | Altre coppe | Totale | Totale | Totale |
| Stagione            | Squadra            | Comp            | Pres       | Reti       | Comp            | Pres            | Reti            | Comp               | Pres               | Reti               | Comp        | Pres        | Reti        | Pres   | Reti   |        |
| ------------------- | ------------------ | --------------- | ---------- | ---------- | --------------- | --------------- | --------------- | ------------------ | ------------------ | ------------------ | ----------- | ----------- | ----------- | ------ | ------ | ------ |
| ago. 2018           | Harlow Town        | IL              | 3          | 0          |                 | -               | -               |                    | -                  | -                  |             | -           | -           | 3      | 0      |        |
| ott. 2018-mar. 2019 | Bishop's Stortford | IL              | 16         | 0          |                 | -               | -               |                    | -                  | -                  | VT+HCC      | 4+1         | 0           | 21     | 0      |        |
| mar.-giu. 2019      | Hampton & Richmond | NLS             | 1          | 0          |                 | -               | -               |                    | -                  | -                  |             | -           | -           | 1      | 0      |        |
| 2019-2020           | Leyton Orient      | FL2             | 6          | 0          | FACup+CdL       | 0               | 0               |                    | -                  | -                  | FLT         | 2           | 0           | 8      | 0      |        |
| 2020-2021           | Leyton Orient      | FL2             | 22         | 0          | FACup+CdL       | 1+0             | 1+0             |                    | -                  | -                  | FLT         | 2           | 0           | 25     | 1      |        |
| 2021-2022           | Leyton Orient      | FL2             | 38         | 0          | FACup+CdL       | 3+1             | 0               |                    | -                  | -                  | FLT         | 4           | 0           | 46     | 0      |        |
| 2022-2023           | Peterborough Utd   | FL1             | 39         | 3          | FACup+CdL       | 1+2             | 0               |                    | -                  | -                  | FLT         | 4           | 0           | 46     | 3      |        |
| 2023-2024           | Peterborough Utd   | FL1             | 31         | 6          | FACup+CdL       | 2+2             | 0               |                    | -                  | -                  | FLT         | 4           | 0           | 39     | 6      |        |
| Totale carriera     | Totale carriera    | Totale carriera | 28         | 0          |                 | 1               | 1               |                    | -                  | -                  |             | 4           | 0           | 33     | 1      |        |

### Cronologia presenze e reti in nazionale
| Cronologia completa delle presenze e delle reti in nazionale ― Cipro | Cronologia completa delle presenze e delle reti in nazionale ― Cipro | Cronologia completa delle presenze e delle reti in nazionale ― Cipro | Cronologia completa delle presenze e delle reti in nazionale ― Cipro | Cronologia completa delle presenze e delle reti in nazionale ― Cipro | Cronologia completa delle presenze e delle reti in nazionale ― Cipro | Cronologia completa delle presenze e delle reti in nazionale ― Cipro | Cronologia completa delle presenze e delle reti in nazionale ― Cipro |
| Data                                                                 | Città                                                                | In casa                                                              | Risultato                                                            | Ospiti                                                               | Competizione                                                         | Reti                                                                 | Note                                                                 |
| -------------------------------------------------------------------- | -------------------------------------------------------------------- | -------------------------------------------------------------------- | -------------------------------------------------------------------- | -------------------------------------------------------------------- | -------------------------------------------------------------------- | -------------------------------------------------------------------- | -------------------------------------------------------------------- |
| 12-10-2023                                                           | Larnaca                                                              | Cipro                                                                | 0 – 4                                                                | Norvegia                                                             | Qual. Euro 2024                                                      | -                                                                    |                                                                      |
| 15-10-2023                                                           | Tbilisi                                                              | Georgia                                                              | 4 – 0                                                                | Cipro                                                                | Qual. Euro 2024                                                      | -                                                                    |                                                                      |
| 16-11-2023                                                           | Kolossi                                                              | Cipro                                                                | 1 – 3                                                                | Spagna                                                               | Qual. Euro 2024                                                      | -                                                                    | 46’                                                                  |
| 19-11-2023                                                           | Kolossi                                                              | Cipro                                                                | 1 – 0                                                                | Lituania                                                             | Amichevole                                                           | -                                                                    | 80’                                                                  |
| 21-3-2024                                                            | Limassol                                                             | Cipro                                                                | 1 – 1                                                                | Lettonia                                                             | Amichevole                                                           | -                                                                    | 62’                                                                  |
| 25-3-2024                                                            | Larnaca                                                              | Cipro                                                                | 0 – 1                                                                | Serbia                                                               | Amichevole                                                           | -                                                                    | 6’                                                                   |
| 8-6-2024                                                             | Chișinău                                                             | Moldavia                                                             | 3 – 2                                                                | Cipro                                                                | Amichevole                                                           | -                                                                    | 60’                                                                  |
| 11-6-2024                                                            | Serravalle                                                           | San Marino                                                           | 1 – 4                                                                | Cipro                                                                | Amichevole                                                           | -                                                                    |                                                                      |
| 6-9-2024                                                             | Marijampolė                                                          | Lituania                                                             | 0 – 1                                                                | Cipro                                                                | UEFA Nations League 2024-2025 - 1º turno                             | -                                                                    | 32’ 46’                                                              |
| 9-9-2024                                                             | Larnaca                                                              | Cipro                                                                | 0 – 4                                                                | Kosovo                                                               | UEFA Nations League 2024-2025 - 1º turno                             | -                                                                    | 46’                                                                  |
| Totale                                                               |                                                                      | Presenze                                                             | 10                                                                   |                                                                      | Reti                                                                 | 0                                                                    |                                                                      |

## Palmarès

### Club

#### Competizioni nazionali
- Football League Trophy: 2

Peterborough United: 2023-2024, 2024-2025